# 威廉·霍华德·拉塞尔

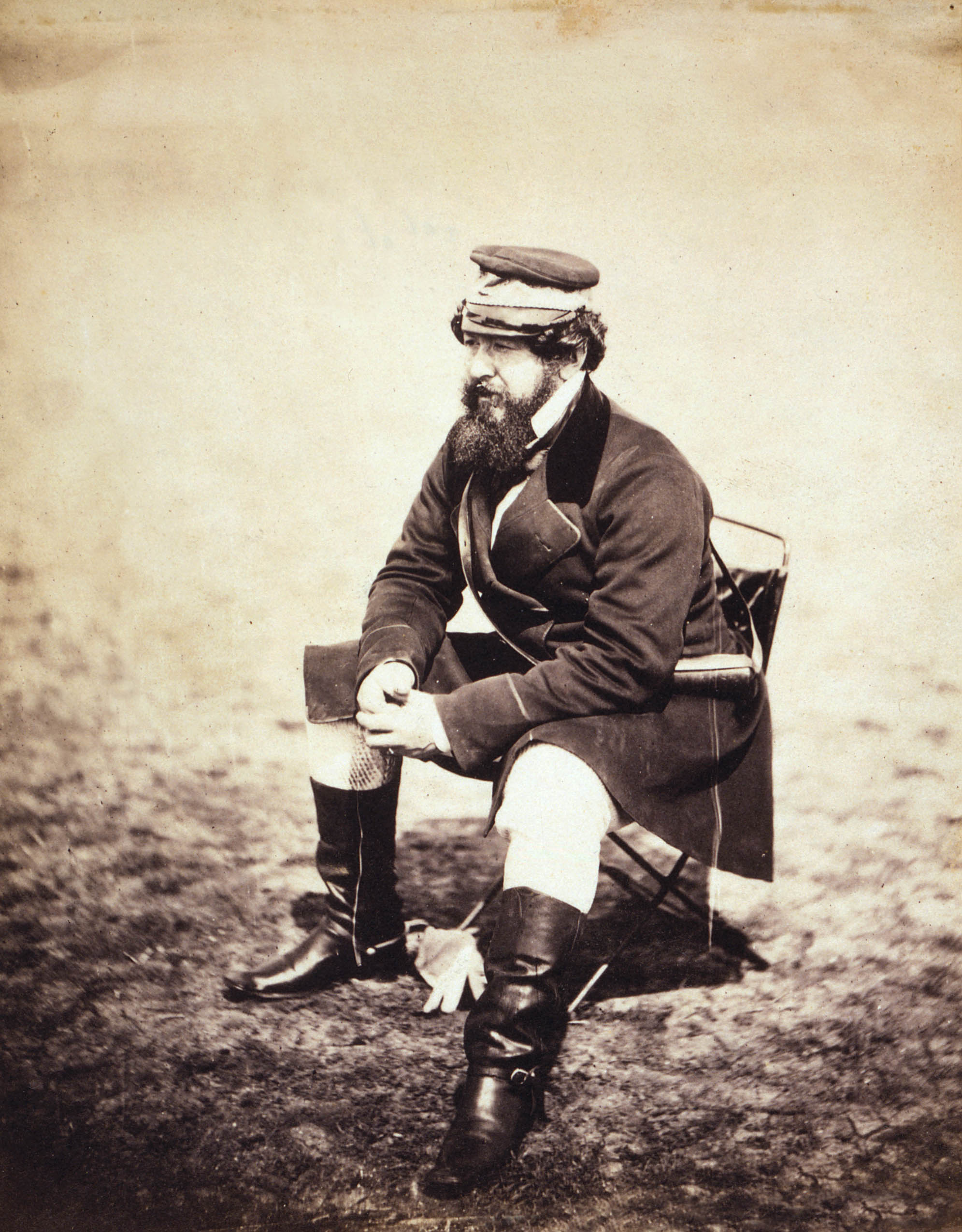
威廉·霍华德·拉塞尔，1854年

威廉·霍华德·拉塞尔爵士，CVO（Sir William Howard Russell，1821年3月28日—1907年2月11日），出生於都柏林地區塔拉特，泰晤士报记者，是第一个著名的战地记者，新闻史学认为，他的出现，象征着专业记者的成熟：「记者作为某种民间英雄开始出现，他们以民主的名义，在事发现场无所畏惧地发掘事实真相，这一神话可以说就源于这个时期」拉塞尔一生主要以采访军事新闻著称。 
拉塞尔曾报道过克里米亚战争。战争结束后，拉塞尔与南丁格尔一样获得了巨大荣誉。回国后，首相与他共进早餐，母校授予其名誉法学博士学位。后来由于报道出色，成为英国第一个被封为爵士的记者。
后来又相继采访报道过许多著名战争，如南北战争、普法战争等。在采访南北战争时，还受到林肯接见。

## 外部連結
- 威廉·霍华德·拉塞尔收錄於維基文庫中的作品
- William Howard Russell的作品  - 古騰堡計劃
- Works by or about William Howard at Internet Archive